# Folk Nation
La Folk Nation est un gang de rue créé et basé à Chicago qui s'est depuis propagé à travers les États-Unis et le Canada, plus précisément dans le Midwest et dans le Sud. Ils sont les rivaux de la People Nation.

## Histoire
Au sein de la Folk Nation, il y avait à l'origine de nombreux gangs qui avaient tous leurs propres gang colors (en), signes de la main et organisations. Bon nombre de ces gangs ont signé une charte et fusionné pour créer la Folk Nation. La nouvelle organisation s'est formée le 11 novembre 1978 dans la prison du Illinois Department of Corrections (en). Peu de temps après, la People Nation a été formée pour contrer la Folk Nation. Larry Hoover (en), chef de la bande des Gangster Disciples, a eu l'idée de créer la Folk en persuadant de nombreux dirigeants de gangs noirs, de gangs blancs et de gangs latinos de Chicago de se rejoindre.
Après un début prospère de la fin des années 1970 jusqu'à la fin des années 1980, l'alliance a commencé à se disloquer dans les années 1990 en raison des guerres d'argent et de drogue au sein même du gang.

## Membre
- Gangster Disciples
- Imperial Gangsters (en)
- Spanish Cobras (en)
- Latin Eagles (en)
- Maniac Latin Disciples (en)
- Simon City Royals (en)
- Spanish Gangster Disciples (en)
- International Posse (en)
- Insane Gangster Disciples (en)